# Pajeú do Piauí
Pajeú do Piauí är en kommun i Brasilien.   Den ligger i delstaten Piauí, i den östra delen av landet, 1 000 km nordost om huvudstaden Brasília. Antalet invånare är 3 366.
Omgivningarna runt Pajeú do Piauí är huvudsakligen savann. Runt Pajeú do Piauí är det mycket glesbefolkat, med 4 invånare per kvadratkilometer.